# Parlamentswahl in Albanien 2009
Am 28. Juni 2009 fanden Parlamentswahlen in Albanien statt. Es waren die sechsten Wahlen zum Kuvendi i Shqipërisë, dem albanischen Parlament, seit dem Sturz des kommunistischen Regimes 1990/91. Sali Berisha von der Partia Demokratike (PD) ging als Sieger aus der Wahl hervor.

## Registrierte Parteien und Koalitionen

### Koalitionen

#### „Allianz für Veränderung“

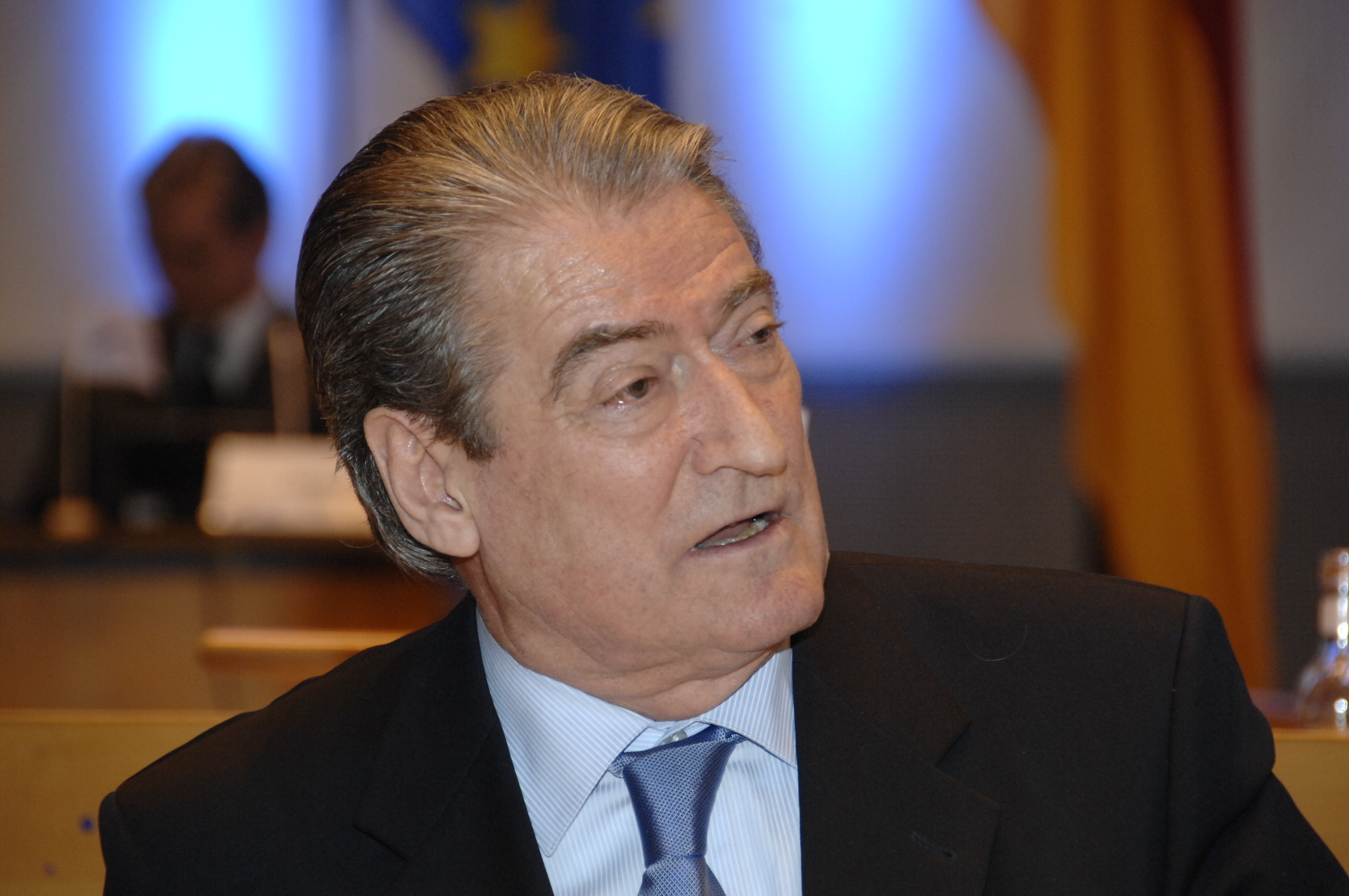
Sali Berisha, Parteivorsitzender der Demokraten und gleichzeitig seit 2005 Ministerpräsident Albaniens

Die Demokraten führen die „Allianz für Veränderung“ an.

Die „Allianz für Veränderung“ (Aleanca e Ndryshimit) unter der Führung der Partia Demokratike e Shqipërisë hatte insgesamt folgende 19 Koalitionsmitglieder:
1. Partia Demokratike e Shqipërisë
2. Partia Republikane Shqiptare
3. Partia Lëvizja e Legalitetit
4. Partia për Drejtësi dhe Integrim
5. Lidhja Demokristiane e Shqipërisë
6. Partia Lëvizja Shqipëria e Re
7. Aleanca Demokratike
8. Partia Agrare Ambientaliste e Shqipërisë
9. Partia Balli Kombëtar
10. Partia Balli Kombëtar Demokrat
11. Partia Ora e Shqipërisë
12. Partia Aleanca e Maqedonasve për Integrim Evropian
13. Partia Demokracia e Re Evropiane
14. Partia e të Drejtave të Mohuara e Re
15. Partia Forca Albania
16. Partia Aleanca për Demokraci dhe Solidaritet
17. Partia e Minoritetit Grek për Ardhmëri
18. Partia Bashkimi Popullor i Pensionistëve Shqiptarë
19. Partia Rruga e Vërtetë Shqiptare

#### „Vereinigung für Veränderung“

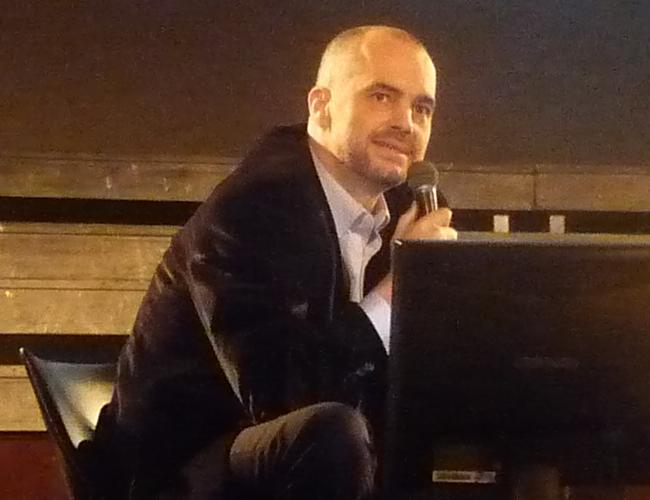
Edi Rama, Parteivorsitzender der Sozialisten

Die Sozialisten führen die „Vereinigung für Veränderung“ an

Die „Vereinigung für Veränderung“ (Bashkimi për Ndryshim) unter der Führung der Partia Socialiste e Shqipërisë hatte insgesamt folgende fünf Koalitionsmitglieder:
1. Partia Socialiste e Shqipërisë
2. Partia G99
3. Partia Demokracia Sociale
4. Partia Socialdemokrate e Shqipërisë
5. Partia Bashkimi për të Drejtat e Njeriut

#### „Allianz Pol der Freiheit“
Die „Allianz Pol der Freiheit“ (Aleanca Poli i Lirisë) unter der Führung der Partia Demokristiane e Shqipërisë hatte insgesamt folgende sechs Koalitionsmitglieder haben:
1. Partia Demokristiane e Shqipërisë
2. Lëvizja për Zhvillim Kombëtar
3. Partia Bashkimi Demokrat Shqiptar
4. Partia e Reformave Demokratike Shqiptare
5. Partia Konservatore Shqiptare
6. Partia Rruga e Lirisë

#### „Sozialistische Allianz für Integration“

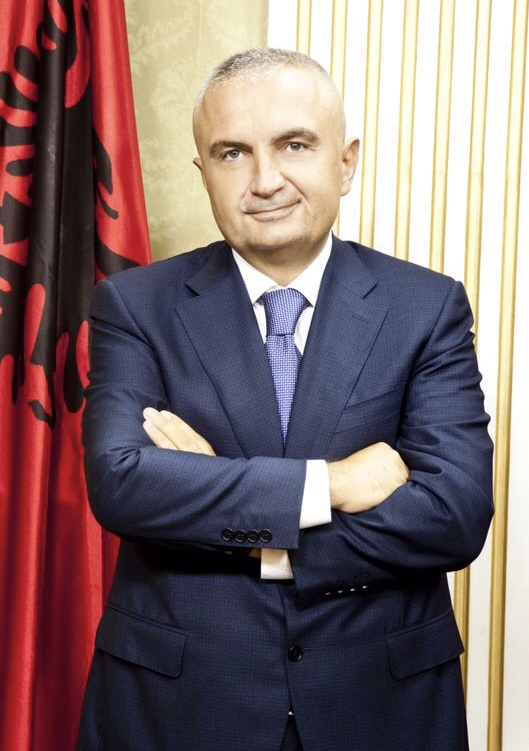
Ilir Meta, Parteivorsitzender der LSI

Die „Sozialistische Allianz für Integration“ (Aleanca Socialiste për Integrim) unter der Führung der Lëvizja Socialiste për Integrim hatte insgesamt folgende sechs Koalitionsmitglieder:
1. Lëvizja Socialiste për Integrim
2. Partia Socialiste e Vërtetë 91
3. Partia e Gjelbër
4. Partia Toleranca e Re e Shqipërisë
5. Partia për Mbrojtjen e të Drejtave të Emigrantëve
6. Lëvizja për të Drejtat dhe Liritë e Njeriut

#### Unabhängige
Bei den Parlamentswahlen traten die Partia Ligj dhe Drejtësi (PLIDR) (unter Spartak Ngjela) und Abdullah Adil Omuri alleine an und waren in keiner Koalition vertreten.

## Wahlkreise
Die zwölf Qarks bilden bei den Parlamentswahlen gleichzeitig die Wahlkreise. Das Kuvendi legte die Verteilung der 140 Parlamentsmandate auf die zwölf Wahlkreise wie folgt fest:
| Qark        | Anzahl zu wählende Parlamentsmandate |
| ----------- | ------------------------------------ |
| Berat       | 8                                    |
| Dibra       | 6                                    |
| Durrës      | 13                                   |
| Elbasan     | 14                                   |
| Fier        | 16                                   |
| Gjirokastra | 5                                    |
| Korça       | 12                                   |
| Kukës       | 4                                    |
| Lezha       | 7                                    |
| Shkodra     | 11                                   |
| Tirana      | 32                                   |
| Vlora       | 12                                   |

## Ergebnisse
Bei dieser Wahl waren insgesamt knapp 1,5 Millionen Albaner wahlberechtigt. Die Wahlbeteiligung lag bei 51,5 %.
Die Allianz für Veränderung erhielt 712.745 Stimmen und damit 47,7 % der abgegebenen Stimmen. Sie war Siegerin der Wahl und erhielt 70 Sitze im albanischen Parlament. Die Vereinigung für Veränderung schaffte es auf 688.748 Stimmen, was einem Anteil von 45,3 % entspricht und ihr 66 Sitze im Parlament einbrachte, die Sozialistische Allianz für Integration schaffte es auf 84.407 Stimmen, was einem Anteil von 5,6 % entspricht und ihr vier Sitze im Parlament einbrachte und die Allianz freie Pole schaffte es auf 27.655 Stimmen, was einem Anteil von 1,9 % entspricht und keine Sitze im Parlament einbrachte. Sali Berisha wurde als Ministerpräsident Albaniens wiedergewählt.
- PS: 65
- PBDNJ: 1
- LSI: 4
- PDIU: 1
- PR: 1
- PD: 68

| Allianz für Veränderung                                      | Partia Demokratike e Shqipërisë           | PD                       | 40,9 | 68  |
| Allianz für Veränderung                                      | Partia Republikane Shqiptare              | PR                       | 2,1  | 1   |
| Allianz für Veränderung                                      | Partia për Drejtësi dhe Integrim          | PDI                      | 1,0  | 1   |
| Allianz für Veränderung                                      | die übrigen 16 Parteien dieses Bündnisses |                          | 3,7  | 0   |
| Summe                                                        | Summe                                     |                          | 47,7 | 70  |
| Vereinigung für Veränderung                                  | Partia Socialiste e Shqipërisë            | PS                       | 40,8 | 65  |
| Vereinigung für Veränderung                                  | Partia Bashkimi për të Drejtat e Njeriut  | PBDNJ                    | 1,2  | 1   |
| Vereinigung für Veränderung                                  | die übrigen 3 Parteien dieses Bündnisses  |                          | 3,3  | 0   |
| Summe                                                        | Summe                                     |                          | 45,3 | 66  |
| Allianz freie Pole                                           | Partia Demokristiane e Shqipërisë         | PDK                      | 0,9  | 0   |
| Allianz freie Pole                                           | die übrigen 5 Parteien dieses Bündnisses  |                          | 1,0  | 0   |
| Summe                                                        | Summe                                     |                          | 1,9  | 0   |
| Sozialistische Allianz für Integration                       | Lëvizja Socialiste për Integrim           | LSI                      | 4,9  | 4   |
| Sozialistische Allianz für Integration                       | die übrigen 5 Parteien dieses Bündnisses  |                          | 0,7  | 0   |
| Summe                                                        | Summe                                     |                          | 5,6  | 4   |
| Außerhalb der Koalitionen                                    | Partia Ligj dhe Drejtësi                  | PLIDR                    | 0,3  | 0   |
| Außerhalb der Koalitionen                                    | Sonstige                                  |                          | 0,05 | 0   |
| Wahlbeteiligung: 51,50 %                                     | Wahlbeteiligung: 51,50 %                  | Wahlbeteiligung: 51,50 % | 100  | 140 |
| Quellen: Zentrale Wahlkommission Albaniens, zgjedhjet2013.al |                                           |                          |      |     |